# درع الصدر

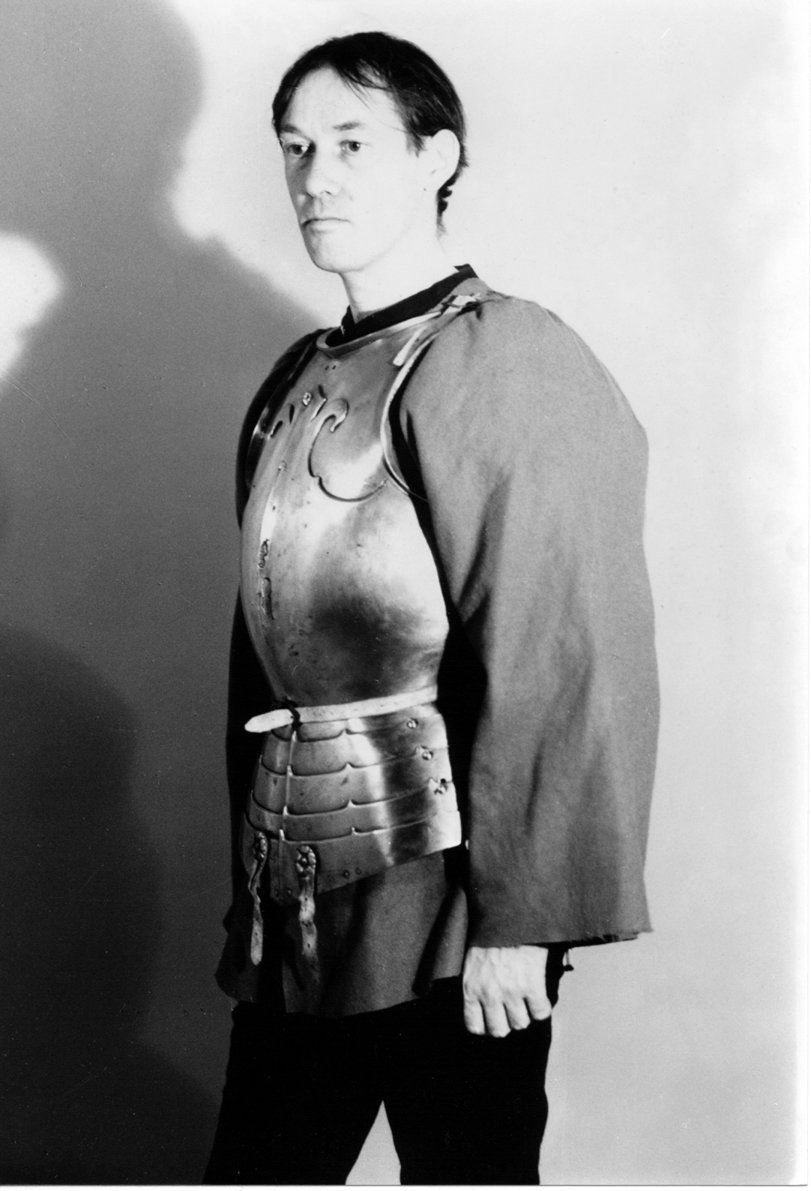
درع صدر قوطي من القرن الخامس عشر ذو مع أحزمة معلقة لتثبيت الأشرطة

درع الصدر أو صُدرة القضاة هو جهاز يُلبس فوق الجذع لحمايته من الإصابة، أو يلبس عنصرًا ذي أهمية دينية، أو عنصرًا من عناصر المكانة.